# Datalagen
Datalagen (1973:289 ) var en svensk lag som slog fast att ingen fick föra dataregister med personuppgifter utan att ha tillstånd från den nyinrättade myndigheten Datainspektionen. I samband med att lagen trädde i kraft 1 juli 1973 blev Sverige först i världen med att införa en datalag. Samma år inrättades en kreditupplysningslag som reglerade bolagens användning av ekonomiska personregister.
Datalagen ersattes av Personuppgiftslagen 24 oktober 1998 som var verksam till 2018 då den ersattes av Dataskyddsförordningen (GDPR).

## Bakgrund
I takt med att datorer blev vanligare under 1970-talet och möjligheten för att lagra information ökade uppstod en debatt kring möjligheten att missbruka sådana register. En politiker som var drivande i denna debatt var folkpartisten Kerstin Anér som i debatter och i riksdagsmotioner framhöll behovet av att skydda medborgarnas personliga integritet. År 1972 avslogs regeringens förslag om att inrätta ett samlat centralt personregister då oppositionen uttryckte oro över för att myndigheter och andra intressenter skulle börja tjäna pengar på att saluföra register med personuppgifter.